# 3.º Congresso Nacional do Kuomintang
O Terceiro Congresso Nacional do Kuomintang foi realizado em Nanjing de 15 a 28 de março de 1929. 
Teve a presença registrada de pelo menos 406 representantes, 247 representantes formais, representando 630 mil membros do partido nacionalista em todo o país. O presidium de 9 membros da conferência incluiu Chiang Kai-shek, Hu. Hanmin, Tan Yankai, Sun Ke, Zhu Jiahua, Gu Yingfen, Chen Guofu, Chen Yaoheng e Yu Youren (não presente). Na reunião, Chiang Kai-shek fez um relatório de assuntos partidários, Tan Yankai fez um relatório político, He Yingqin fez um relatório militar e Chen Guofu fez um relatório de trabalho de supervisão.

## Oposição a Luta de Classes e Acusação de Imperialismo contra a URSS
O Kuomintang tem como umas das teses o socialismo, traduzido normalmente como Bem-Estar social, no entanto, este socialismo não é alinhado ao marxismo ou ao praticado na União Soviética.
Uma das reuniões do congresso decidiu se opor a ideologia da luta de classes promovida pelo Partido Comunista.
O Kuomintang também declarou a União Soviética também como uma potência imperialista, semelhante a critica que Mao Zedong faria posteriormente a Stalin com o conceito do Império Soviético.

## Fim do regime militar e implementação de uma formação administrativa
A Reunião declarou oficialmente o fim do período militar e o início de um periodo provisorio uni-partidario e "identificou o principal legado do primeiro-ministro - os Três Princípios do Povo, a Constituição dos Cinco Poderes, a Estratégia Fundadora Nacional, as Linhas Gerais da Fundação e a Lei do Início da Autonomia Local como o período de tutela para a lei fundamental mais elevada da República da China durante o período.

## Mudança de Membros
- Expulsar os membros do Comité Executivo Central, os membros do Comité Central de Supervisão e os membros suplentes do Executivo Central e os membros do Comité Central de Supervisão do Segundo Congresso Nacional do Kuomintang que são membros do Partido Comunista Chinês e do Kuomintang.
- Expulsar ou suspender a filiação ao Kuomintang de Deng Yanda, Peng Zeru, Xu Qian, Chen Qiyuan, Lu Youyu e outros.
- Restaurar a adesão ao Kuomintang de Lin Sen, Zhang Ji, Xie Chi, Zou Lu, Ju Zheng, Shi Ying, Qin Zhen, Shi Qingyang, Mao Zuquan e Shen Dingyi da facção Xishan.
- Chen Gongbo e Gan Naiguang foram expulsos do Kuomintang, Gu Mengyu foi expulso do partido por três anos e Wang Zhaoming recebeu uma advertência por escrito.
- Li Zongren, Bai Chongxi e Li Jishen foram expulsos do Kuomintang. Durante a reunião, foi decidido atacar    os senhores da guerra de Guangxi.

- Foram eleitos 36 membros do Comitê Executivo Central: Chiang Kai-shek, Tan Yankai, Dai Jitao, He Yingqin, Hu Hanmin, Sun Ke, Yan Xishan, Chen Guofu, Chen Mingshu, Ye Chujin, Zhu Peide, Feng Yuxiang, Wu Tiecheng, Yu Youren, Song Qingling, Song Ziwen, Wang Jingwei, Wu Chaoshu, He Chengjun, Li Wenfan, Wang Boling, Shao Yuanchong, Zhu Jiahua, Zhang Qun, Liu Zhi, Yang Shuzhuang, Fang Zhenwu, Zhao Daiwen, Zhou Qigang, Chen Lifu, Liu Jiwen, Chen Zhaoying, Liu Luyin, Ding Weifen, Zeng Yangfu, Fang Juehui, etc.
- Foram eleitos 24 membros suplentes do executivo central: Wang Boqun, Ding Chaowu, Wang Zhengting, Chen Yaoyuan, Zhang Zhen, Zhao Pilian, Kong Xiangxi, Liu Wendao, Lu Diping, Zhang Daofan, Miao Bin, Jing Xiangyi, Yu Jingtang, Xue Dubi, Gui Chongji, Jiao Yitang, Ma Chaojun, Huang Shi, Chen Ce, Lu Zhonglin, Chen Jitang, Cheng Tianfang, Miao Peicheng, Kexing'e, etc.
- Foram eleitos doze membros do Comité Central de Supervisão: Wu Zhihui, Zhang Jingjiang, Gu Yingfen, Lin Sen, Cai Yuanpei, Wang Chonghui, Li Yuying, Shao Lizi, Deng Zeru, Xiao Focheng, Zhang Ji, Enke Batu, etc.
- Foram eleitos oito membros suplentes do Comité Central de Supervisão: Chu Minyi, Chen Brai, Shang Zhen, Chen Jiayou, Li Liejun, Lin Yunye, Liu Shouzhong, Deng Qingyang, etc.

## A Primeira Sessão Plenária do Terceiro Comitê Central do Partido Comunista da China
De 28 de março a 8 de abril de 1929, a Primeira Sessão Plenária do Terceiro Comitê Central foi realizada em Nanjing, e nove pessoas, incluindo Chiang Kai-shek, Hu Hanmin, Tan Yankai, Sun Ke, Dai Jitao, Yu Youren, Ding Weifen, Chen Guofu e Ye Chuqian; eleitos para formar o Comitê Central.

## Avalie
- Chen Gongbo e Gu Mengyu da facção Wang foram expulsos do partido, Wang também foi avisado e a facção Wang rompeu completamente com Nanjing. Os irmãos Chen Guofu e Chen Lifu, comparsas de Chiang, serviram como membros do Comité Permanente do Comité Executivo Central e como Secretário-Geral do Departamento Central do Partido.
- Yan Xishan e Feng Yuxiang também ficaram extremamente insatisfeitos com os arranjos de pessoal e o plano de implantação do exército aprovado pela associação, que eventualmente levou à Guerra das Planícies Centrais.[1]